# Utajärvi
Utajärvi, est une municipalité du nord-ouest de la Finlande, dans la région d'Ostrobotnie du Nord.

## Histoire
Utajärvi est habitée depuis l'âge de la pierre.
Des habitations de l'âge de la pierre ont été trouvées à Kokkosaari, Honkalansaari, Niemelä et Roinila.
La région était habitée par les Lapons avant l'arrivée des colons finnois.
De nombreux toponymes attestent de la présence des Lapons, par exemple Utajärvi et Rokua.
Initialement, les habitations se concentraient sur la rive du fleuve.
Probablement au milieu du XVIe siècle, les arrivants de Savonie et d'Ostrobotnie se sont installés de façon permanente.
À la fin du siècle, les russes ont détruit presque toutes les habitations.
Après le traité de Teusina de 1595, le développement de habitat a été continu, hormis lors de la grande famine de 1695–1697 (en) et la grande colère de 1714-1721.

## Géographie
La commune marque un net changement par rapport aux municipalités de l'ouest essentiellement agricoles. La commune est immense, mais la grande majorité des habitants et des cultures est concentrée à l'extrême sud-ouest, autour du centre administratif, de la rivière d'Oulu, de la nationale 22  et de la voie ferrée.
La partie nord de la municipalité est pratiquement vide, la rivière Kiiminkijoki y traversant un paysage de marais, basses collines et forêts sauvages.
Les municipalités limitrophes sont Muhos au sud-ouest, Ylikiiminki au nord-ouest, Pudasjärvi au nord, mais aussi côté Kainuu par Puolanka au nord-est et Vaala sud-est.

## Démographie
Depuis 1980, la démographie d'Utajärvi a évolué comme suit, :
| Année      | 1980  | 1985  | 1990  | 1995  | 2000  | 2005  |
| ---------- | ----- | ----- | ----- | ----- | ----- | ----- |
| population | 3 786 | 3 800 | 3 601 | 3 592 | 3 334 | 3 223 |

| Année      | 2010  | 2015  | 2020  |
| ---------- | ----- | ----- | ----- |
| population | 2 998 | 2 824 | 2 658 |

## Transports
La Valtatie 22 Oulu (58 km)-Kajaani (124 km) passe par le centre d'Utajärvi.
La Seututie 837 va d'Utajärvi à Puolanka.
L'Yhdystie 8300 part d'Oulu, passe par Utajärvi, et continue jusqu'à Keski-Niska, ou elle rejoint la nationale 22.
La route du goudron traverse Utajärvi.
L'aéroport le plus proche est à Oulunsalo.
La voie ferrée Oulu–Kontiomäki dessert la gare d'Utajärvi.

## Personnalités
- Matti Ahokas, entrepreneur
- Aapo Aitamurto, skieur
- Juho Aitamurto, skieur
- Isa Asp, poète
- Asko Keränen, musicien
- Hannu Keränen, musicien
- Arvi Korhonen, historien
- Martti Koskinen, compositeur
- Keijo Kurttila, skieur
- Esko Starting Arm, skieur
- Gottfrid Strömberg, industriel
- Pehr Gullstén, chanteur
- Ella Kitunen, nutritionniste
- Toivo Lyytikäinen, auteur
- Osmo Orjanheimo, auteur
- Value Pyhäluoto, pédagogue
- Paavo Roininen, boxeur
- Vuokko Tolonen, auteur
- Jukka Ukkola, éditeur
- Aarne Äyräpää, archéologue

## Galerie

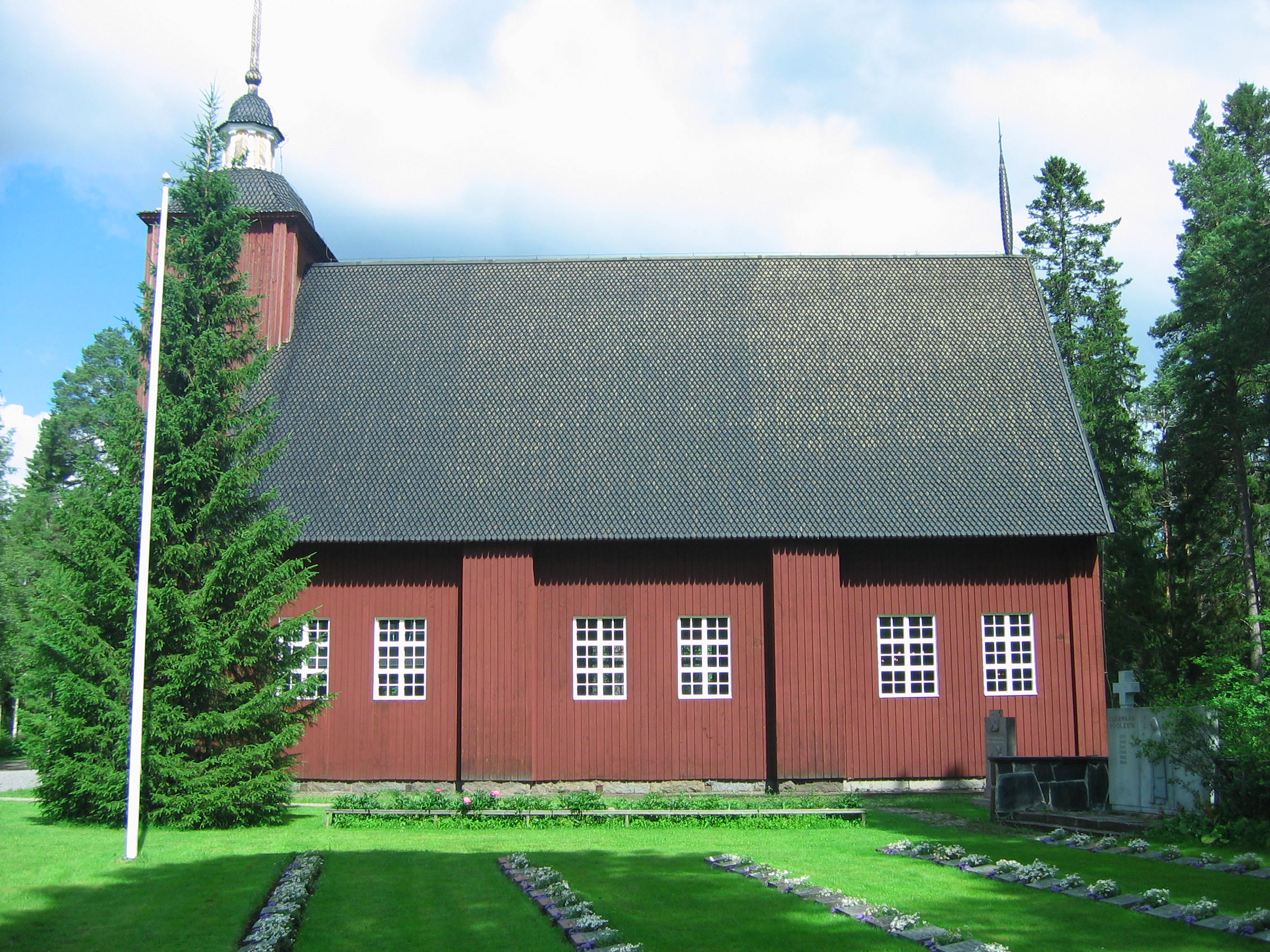
Eglise d'Utajarvi.
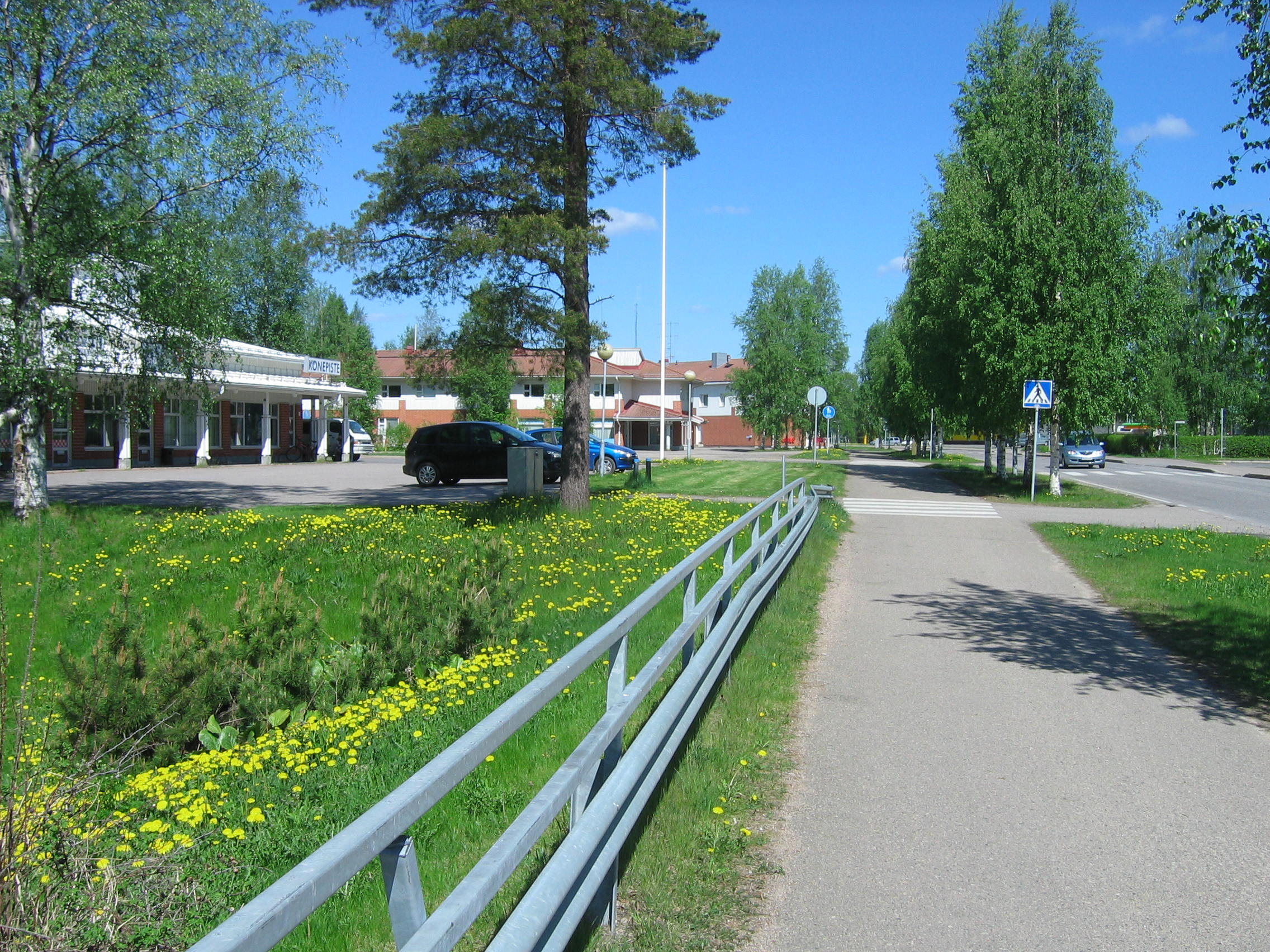
Centre d'Utajärvi.
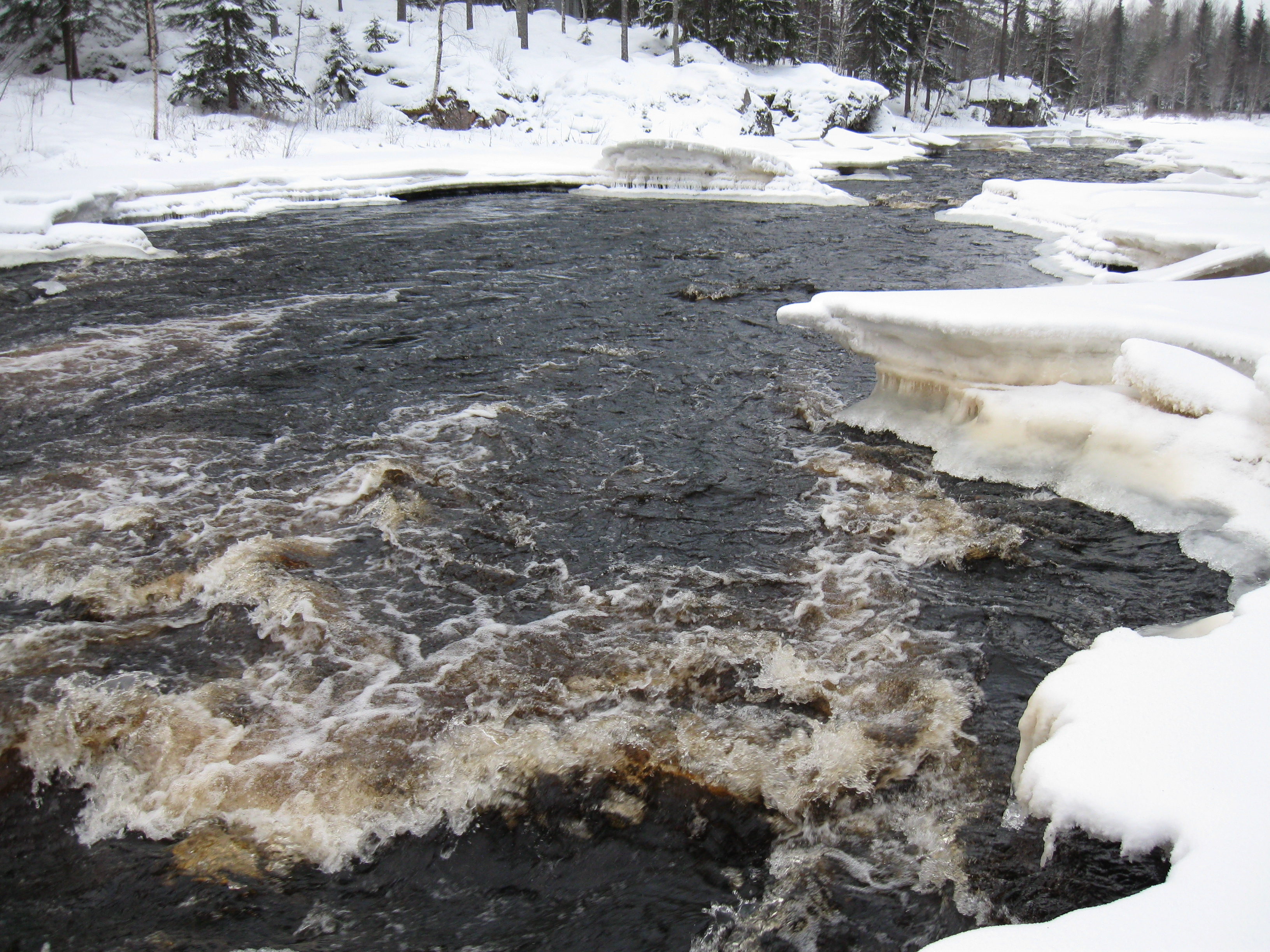
Les rapides Kurimokoski à Särkijärvi.
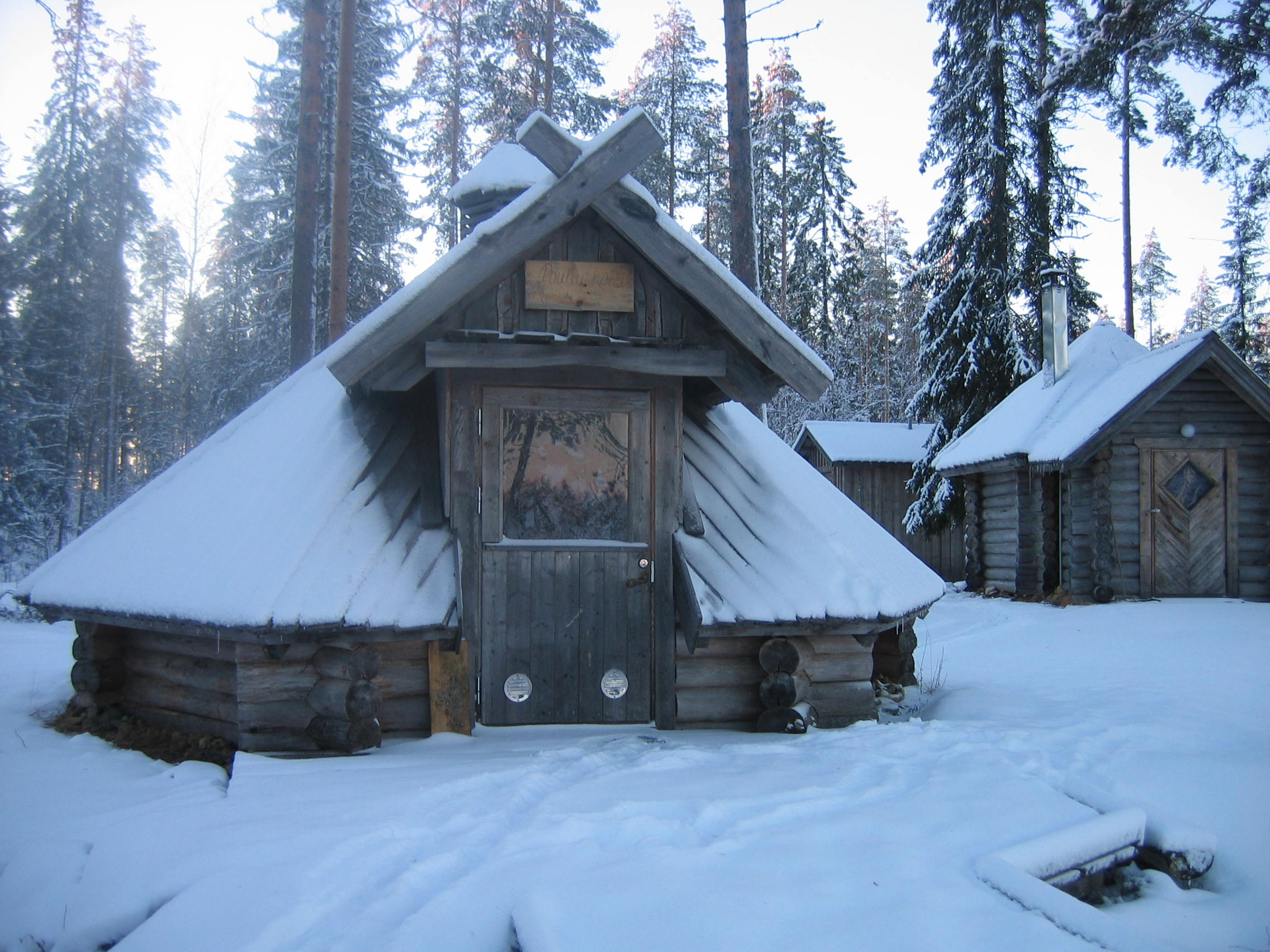
Valkeisjarvi.
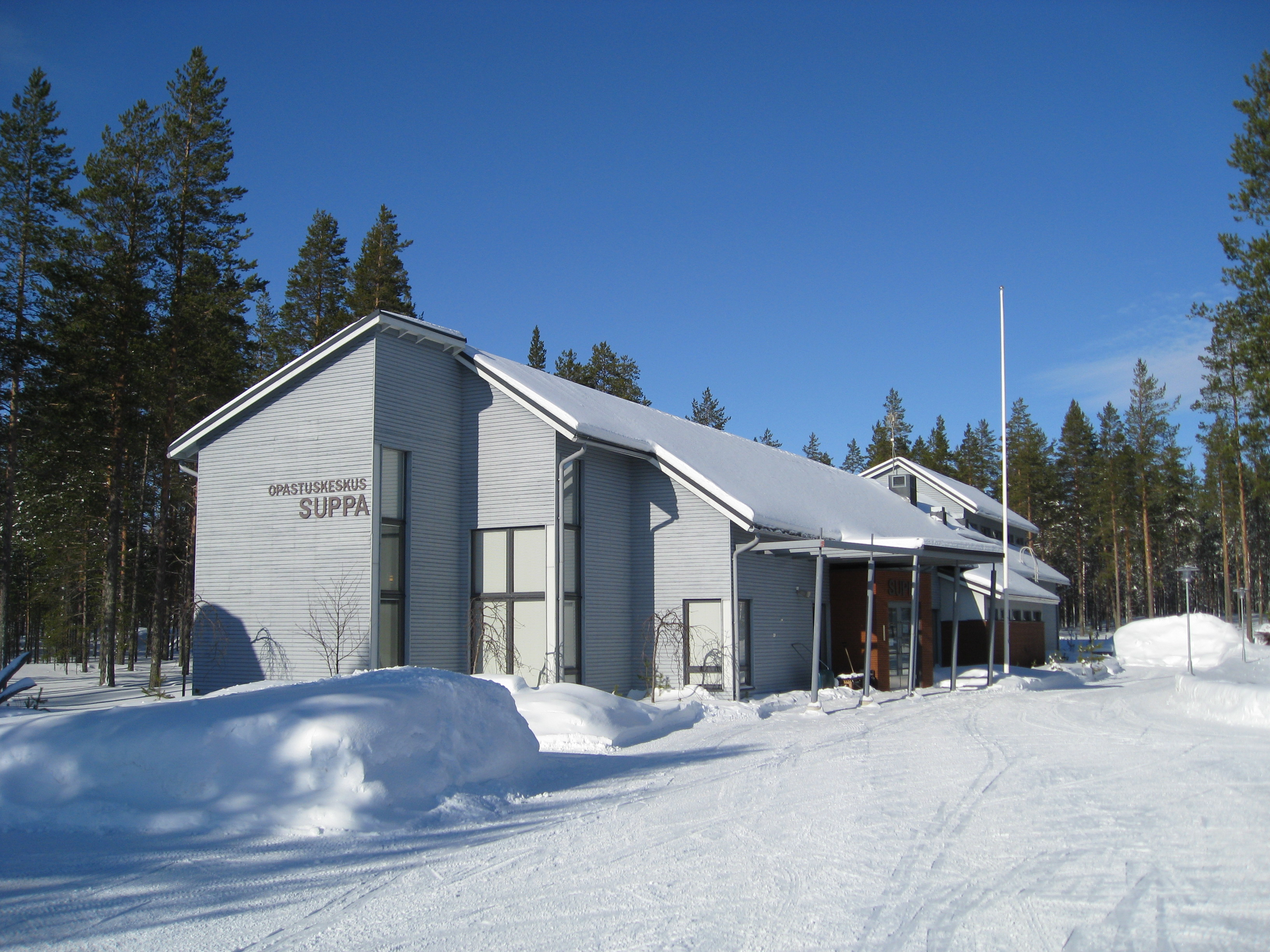
Centre d'information.